# Mark Higgins (kierowca rajdowy)
Mark Higgins (ur. 21 maja 1971 na Wyspie Man) – brytyjski kierowca rajdowy. W swojej karierze trzykrotnie wywalczył mistrzostwo Wielkiej Brytanii.
Swój debiut rajdowy Higgins zaliczył w 1988 roku. W 1990 roku zadebiutował w Rajdowych Mistrzostwach Świata. Pilotowany przez Davida Moretona i jadący Suzuki Swiftem GTI nie ukończył wówczas Rajdu Wielkiej Brytanii z powodu awarii silnika. W kolejnych latach sporadycznie startował w rajdach Mistrzostw Świata. W 2002 roku jadąc Fordem Focusem WRC zajął 6. miejsce w Rajdzie Wielkiej Brytanii, najwyższe w swojej karierze i zdobył 1 punkt do klasyfikacji generalnej MŚ. W 2005 roku także zdobył 1 punkt w Mistrzostwach Świata zajmując 8. pozycję w Rajdzie Wielkiej Brytanii. W 2007 roku startując Mitsubishi Lancerem Evo 9 zajął 3. miejsce w klasyfikacji generalnej Production Car WRC, dzięki zwycięstwu w PCWRC w Rajdzie Meksyku.
W swojej karierze Higgins osiągał także sukcesy na rodzimych trasach, w Wielkiej Brytanii. W 1997 roku jadąc Nissanem Sunny GTI wywalczył swoje pierwsze mistrzostwo Wielkiej Brytanii. Z kolei w latach 2005-2006, gdy zasiadał za kierownicą Forda Focusa WRC, został dwukrotnie z rzędu rajdowym mistrzem kraju.

## Występy w mistrzostwach świata
| Sezon | Zespół                          | Samochód                                   | 1      | 2          | 3          | 4             | 5          | 6         | 7             | 8             | 9             | 10            | 11            | 12                       | 13        | 14              | 15            | 16 | Punkty | Miejsce |
| ----- | ------------------------------- | ------------------------------------------ | ------ | ---------- | ---------- | ------------- | ---------- | --------- | ------------- | ------------- | ------------- | ------------- | ------------- | ------------------------ | --------- | --------------- | ------------- | -- | ------ | ------- |
| 1990  | Mark Higgins                    | Suzuki Swift GTI                           | MCO    | POR        | KEN        | FRA           | GRE        | NZL       | ARG           | FIN           | AUS           | ITA           | CIV           | GBR NU                   |           |                 |               |    | 0      | -       |
| 1991  | Mark Higgins                    | Suzuki Swift GTI Vauxhall Nova GTE         | Monako | 70         | Portugalia | Kenia         | Francja    | Grecja    | Nowa Zelandia | Argentyna     | Finlandia     | Australia     | Włochy        | Wybrzeże Kości Słoniowej | Hiszpania | NU              |               |    | 0      | -       |
| 1993  | Mark Higgins                    | Vauxhall Astra GSI 16V                     | Monako | Szwecja    | Portugalia | Kenia         | Francja    | Grecja    | Argentyna     | Nowa Zelandia | Finlandia     | Australia     | Włochy        | Hiszpania                | 19        |                 |               |    | 0      | -       |
| 1994  | Mark Higgins                    | Honda Civic VTI                            | Monako | Portugalia | Kenia      | Francja       | Grecja     | Argentyna | Nowa Zelandia | Finlandia     | Włochy        | NU            |               |                          |           |                 |               |    | 0      | -       |
| 1997  | Nissan Motorsports Europe       | Nissan Micra Kit Car Nissan Almera Kit Car | Monako | Szwecja    | Kenia      | Portugalia    | Hiszpania  | Francja   | Argentyna     | Grecja        | Nowa Zelandia | NU            | Indonezja     | Włochy                   | Australia | NU              |               |    | 0      | -       |
| 1998  | Nissan Motorsports Europe       | Nissan Almera Kit Car                      | Monako | Szwecja    | Kenia      | NU            | Hiszpania  | Francja   | Argentyna     | NU            | Nowa Zelandia | 15            | 18            | Australia                | NU        |                 |               |    | 0      | -       |
| 1999  | Volkswagen Motorsport UK        | Volkswagen Golf Kit Car                    | Monako | Szwecja    | Kenia      | Portugalia    | Hiszpania  | Francja   | Argentyna     | Grecja        | Nowa Zelandia | NU            |               | Włochy                   | 13        | 15              |               |    | 0      | -       |
| 2000  | Vauxhall Motorsport             | Vauxhall Astra Kit Car                     | Monako | Szwecja    | Kenia      | Portugalia    | Hiszpania  | Argentyna | Grecja        | Nowa Zelandia | Finlandia     | Cypr          | Francja       | Włochy                   | Australia | 32              |               |    | 0      | -       |
| 2001  | Mark Higgins Ford Motor Company | Mitsubishi Lancer Evo Ford Focus WRC       | Monako | Szwecja    | Portugalia | Hiszpania     | Argentyna  | NU        | Grecja        | Kenia         | Finlandia     | Nowa Zelandia | Włochy        | Francja                  | Australia | NU              |               |    | 0      | -       |
| 2002  | Ford Motor Company              | Ford Focus WRC                             | Monako | Szwecja    | Francja    | Hiszpania     | Cypr       | Argentyna | Grecja        | Kenia         | Finlandia     | Niemcy        | Włochy        | Nowa Zelandia            | Australia | 6               |               |    | 1      | 17.     |
| 2003  | Mark Higgins                    | Renault Clio S1600 Subaru Impreza WRX STI  | Monako | Szwecja    | Turcja     | Nowa Zelandia | Argentyna  | Grecja    | Cypr          | Niemcy        | NU            | Australia     | 17            | Francja                  | 15        | Wielka Brytania |               |    | 0      | -       |
| 2004  | Mark Higgins                    | Subaru Impreza WRX STI Ford Focus WRC      | Monako | NU         | NU         | NU            | Cypr       | Grecja    | Turcja        | NU            | Finlandia     | Niemcy        | Japonia       | 16                       | Włochy    | 16              | Hiszpania     | NU | 0      | -       |
| 2005  | Mark Higgins                    | Subaru Impreza WRX STI Ford Focus WRC      | Monako | NU         | Meksyk     | NU            | 10         | NU        | 44            | NU            | DK            | Finlandia     | Niemcy        | 8                        | Japonia   | Francja         | Hiszpania     | 10 | 1      | 24.     |
| 2006  | Ford Motor Company              | Ford Focus WRC                             | Monako | Szwecja    | Meksyk     | Hiszpania     | Francja    | Argentyna | Włochy        | Grecja        | Niemcy        | Finlandia     | Japonia       | Cypr                     | Turcja    | Australia       | Nowa Zelandia | NU | 0      | -       |
| 2007  | Mark Higgins                    | Mitsubishi Lancer Evo 9                    | Monako | NU         | Norwegia   | 10            | Portugalia | Argentyna | Włochy        | 18            | Finlandia     | Niemcy        | Nowa Zelandia | Hiszpania                | Francja   | 19              | NU            | 16 | 0      | -       |
| 2008  | Mark Higgins                    | Subaru Impreza WRX STI                     | Monako | Szwecja    | Meksyk     | Argentyna     | Jordania   | Włochy    | Grecja        | Turcja        | Finlandia     | Niemcy        | Nowa Zelandia | Hiszpania                | Francja   | Japonia         | NU            |    | 0      | -       |